# Georg Åberg
Nils Georg Åberg (20. ledna 1893, Hellestad, Norrköping – 18. srpna 1946, Stockholm) byl švédský atlet, specialista na skok daleký a trojskok. Na 5. letních olympijských hrách 1912 ve Stockholmu získal stříbrnou olympijskou medaili v trojskoku a bronzovou medaili ve skoku dalekém.
Už během studií byl v těchto disciplínách ve škole vynikal nad ostatní a již jako junior se dostal do světové extratřídy. Během své kariéry závodil většinou za tým IFK Nörrkoping, jenom v letech 1913 – 1914 za Örgryte IS. V letech 1912, 1913 a 1915 byl mistrem Švédska ve skoku dalekém.
Jako devatenáctiletý byl nominován do švédské atletické sestavy pro stockholmskou olympiádu. Ve skoku dalekém předvedl v kvalifikaci třetí nejdelší skok (704 cm), když ve stejné kvalifikační skupině vytvořil Američan Albert Gutterson nový olympijský rekord 760 cm. Ve třech skocích finále Åberg předvedl výkony 698 cm, 718 cm (nový švédský rekord) a 663 cm, což mu stačilo na bronzovou medaili. Zvítězil Gutterson před Kanaďanem Calvinem Brickerem. Åbergův národní rekord vydržel zřejmě i díky světové válce do roku 1918.
V trojskoku si Åberg zajistil postup do finále hned prvním pokusem 14.51 cm, překonal ho pouze krajan Topsy Lindblom. Finále bylo švédskou záležitostí, Åberg byl zřejmě už hodně nervózní, ve 4. a 6. pokusu přešlápl, ale nezlepšili se už ani jeho soupeři. Åberg získal za Lindblomem a před dalším Švédem Erikem Almlöfem stříbrnou medaili.